# Roxbury (Kansas)
Roxbury – jednostka osadnicza w Stanach Zjednoczonych, w stanie Kansas, w hrabstwie McPherson.